# Південноестонські діалекти
Південноестонські діалекти (ест. lõunaeesti murded) — група діалектів естонської мови, що вживаються на південному сході Естонії, до якої входять чотири регіональні варіанти: північно-західні мульгі і тарту та південно-східні виро і сето.
Інколи південноестонські діалекти також вважаються окремою південноестонською мовою (ест. lõunaeesti keel, самоназва lõunaeesti kiil), яка є давньою регіональною мовою півдня Естонії, займаючи третину її території між річкою Емайиґі та озером Виртс'ярв, захоплюючи на заході височину Сакала. Після смерті останніх носіїв лівської мови південноестонська вважається найпівденнішою із балтійсько-фінських мов.
Щодо статусу південноестонської мови академічного консенсусу не існує, адже деякі лінгвісти вважають її діалектом стандартної естонської мови, у той час, як інші вважають її окремою балтійсько-фінською мовою. У діахронічному контексті північно- та південноестонська мови є окремими гілками балтійсько-фінських мов.
Загалом окрім південноестонської існують також північноестонська група діалектів, що лежить в основі стандартної літературної естонської мови, проте деякі автори на підставі структурних і соціологічних критеріїв говорять про окремі північно- та південноестонську мови.

## Назва
Термін «південноестонська мова» передусім вживається у мово- та літературознавстві, історії культури та офіційному контексті (напр., у державних програмах розвитку мови) як збірна назва для мов півдня Естонії або говорячи про південноестонські літературні мови. У традиційній діалектології вживається термін південноестонські діалекти, а самі носії мови частіше використовують конкретні назви своїх мов: виро, сето, тарту або мульгі. Подібне використання поширене і у загальній естонській мові, напр., у медіа.
Оскільки мова сету лінгвістично здебільшого вважається варіантом виро, для них обох інколи використовується спільне позначення мова виро-сету.
Південноестонська мова (здебільшого на початку 1990-х рр.) також згадувалася як угандійська, угальська або мова виро-сету. Перші дві назви пов'язані із історичною областю Уганді та передусім належить до мов тарту і виро, або їх літературних стандартів, що вживалися на її території. Назва угальська (ест. ugala) утворена від об'єднання назв історичних областей Уганді і Сакала, і охоплює також мову мульгі. Втім, ані назви мов на базі історичних областей, ані спільна назва виро-сету у широкому вжитку не закріпилися.

## Діалекти

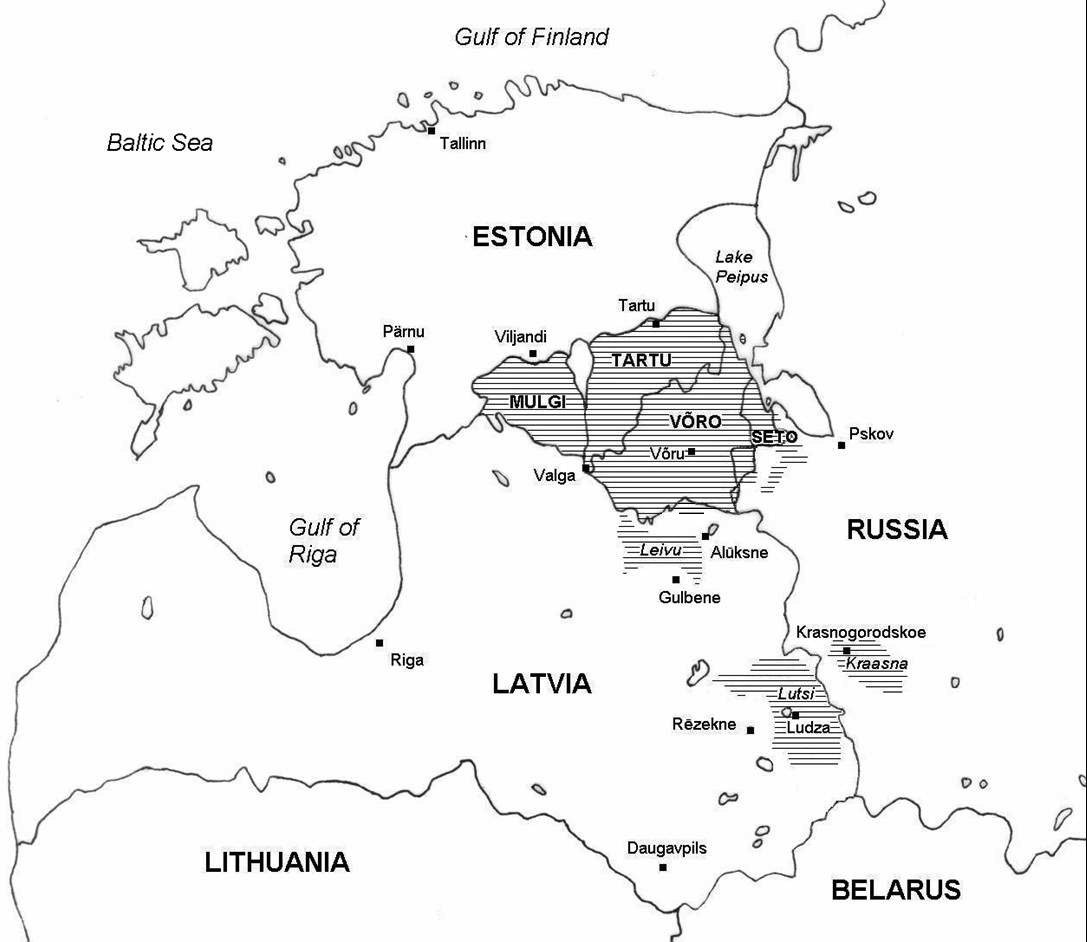
Історична поширеність південноестонських діалектів (виро, сету, мульгі і тарту) та колишні мовні острови (Лейву, Лудза і Краасна)

До південноестонських діалектів належать такі:
- виро — найбільш далекий від північноестонської мови діалект, що вживається на південному сході Естонії. Тепер[коли?] є найрозвиненішим із усіх південноестонських діалектів: має власний стандарт, літературу та медіа, а також викладається у навчальних закладах на території ареалу свого поширення;
- діалект мульгі — найзахідніший із південноестонських діалектів, що найбільше з інших зблизився із північноестонською мовою та має багато спільних рис особливо із західними діалектами останньої;
- діалект тарту — поширений на східних територіях, також перейняв деякі риси північноестонської мови та слугує у певному сенсі пов'язуючою ланкою між діалектами мульгі та виро, а також між північноестонською мовою та виро. Єдиний варіант південноестонської мови, для розвитку якого не проводилося жодних громадських ініціатив.

Таким чином із усіх варіантів т.зв. південноестонської мови лише виро, який є найвіддаленішим від літературної естонської мови, визнаний самостійною мовою як лінгвістами, так і ISO (із кодом vro).
Значно менше було зроблено для сето і мульгі: вони натомість і досі вважаються діалектами, адже, розташовані на межі північно- та південноестонських мов, були суттєво асимільовані північноестонською мовою та функціонально є її діалектами, хоча структурно вони є ближчими до виро, перетворившись на своєрідні перехідні варіанти від максимально традиційно південноестонської мови виро до стандартної естонської мови.
Південноестонські діалекти також присутні на мовних островах Лейву і Лутсі на території Латвії (вимерлі у середині ХХ століття), а також на території Росії — на території Сетумаа і Красногородському мовному острові (діалект краасна) у Псковській області; його носії все ще вважають себе естонцями, проте лінгвістично були асимільовані росіянами.

## Історія

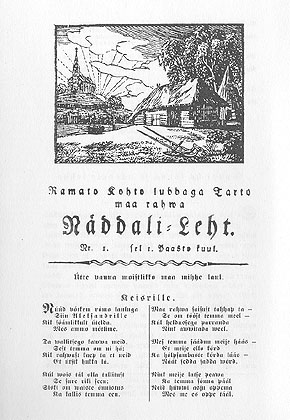
Газета «Tarto maa rahwa Näddali Leht», опублікована у 1807 році південноестонською літературною мовою

Південноестонська мова вважається однією з найдавніших мов балтійсько-фінських племен, яка відділилася від початкової балтійсько-фінської мови однією із перших (або й навіть першою, на думку фінського мовознавця Пекки Саммаллахті). Пізніше південноестонська мова значно наблизилася до північноестонської через посилення контактів, проте основні стародавні відмінності у граматиці та лексиці збереглися і до сьогодні.
У XVII—XIX століттях південноестонська мова розвивалася на основі південнотартуських та північновируських говірок; цей стандарт і називався південноестонською літературною мовою. Історія південноестонської літературної мови починається із перекладу нею Нового Заповіту («Wastne Testament») у 1686 році, задовго до того, як усю Біблію було перекладено північноестонською; до того, у 1648 році, Йоганн Гутслафф написав першу граматику південноестонської мови.
Свого розквіту південноестонська мова зазнала у XVII—XIX століттях. До ХІХ століття обидві мови, — і північно- (талліннська), і південноестонська (тарту), — використовувалися рівноцінно у якості літературних. Письмовий стандарт використовувався у школах, церквах та судах лінгвістичних територій Виро і Тарту, проте не на територіях мов сето і мульгі.
Лише із першим повним перекладом Біблії північноестонською мовою у 1739 році почався поступовий занепад південноестонської мови. Додатковим ударом стало також спалення міста Тарту до того та повна депортація корінного населення російськими військами у 1708 році. 1806 року було опубліковано першу естонську газету південноестонською мовою — «Tarto maa rahwa Näddali Leht». Також у 1885 році Йоганн Гурт опублікував в Тарту досі найважливішу хрестоматію мовою виро, «Wastne Wõro keeli ABD raamat» («Нова абетка мови виро»).
Після 1880-х рр. тартуська літературна мова поступово почала виходити з ужитку після того, як північноестонська літературна мова була обрана стандартом для державної мови. Це сталося внаслідок проникнення ліберальних націоналістичних ідей з Європи, під впливом яких естонський націоналістичний рух вирішив, що у країні має бути одна, єдина естонська мова; тоді саме північноестонська мова із столицею Таллінном, важливим політичним та економічним центром, була обрана стандартною для країни. Наприкінці ХІХ століття південноестонська мова остаточно була посунута на другий план.
На початку ХХ століття південноестонська мова почала стрімко розвиватися, проте вже на основі північноестонських діалектів. Втім, з проголошенням Естонської Республіки у 1918 році вона практично зникла і перетворилася на діалект та фактично розмовну мову. Через підтримання політики єдиної державної мови південноестонська у школах майже не викладалася, і заборона на викладання та використання південноестонських діалектів тривала і під час радянської окупації країни (1940–1990).

## Сучасний стан

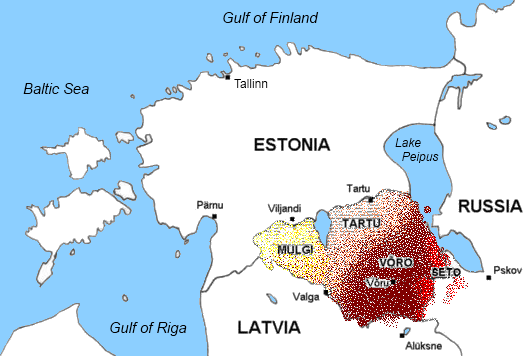
Поширення південноестонської мови у наш час

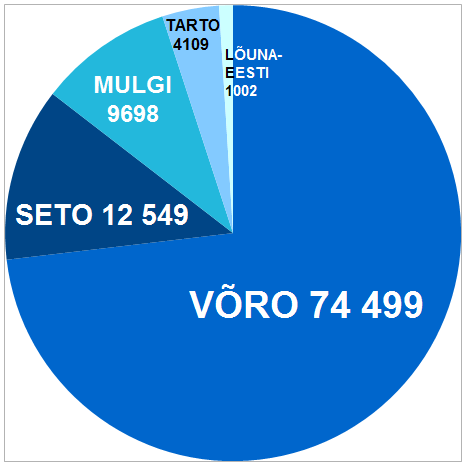
Кількість носіїв діалектів південноестонської мови згідно із переписом населення Естонії 2011 року

Наприкінці 1980-х рр. почалося відродження південноестонської мови; після відновлення незалежності Естонії у 1991 році уряд країни почав приділяти більше уваги її захисту і розвитку.
Передусім свої позиції повертає мова виро, оскільки вона широко використовується у медіа та у школах; також державою підтримуються спроби створення літературного стандарту південноестонської мови, базуючись саме на виро. Окрім цього, мова виро викладається в Тартуському університеті. Створений у 1995 році у м. Виру державний Інститут виру (ест. Võru Instituut) займається науковими дослідженнями мови та підпорядковується Міністерству культури Естонії.
З 2000 року проєкти із захисту та розвитку південноестонської мови передусім на основі виро підтримуються державною програмою «Південноестонська мова та культура» (ест. «Lõunaeesti keel ja kultuur»), створеною при міністерстві культури країни. Втім, мови тарту і мульгі як літературні фактично зникають, лише мова сето зберігає своє значення як важливий елемент формування індетичності народу сету.
Згідно із даними перепису населення Естонії 2011 року було зафіксовано 101 857 осіб, що визнали себе носіями південноестонської мови, серед них 87 048 мовців виро (включно із 12 549 мовцями сето), 9698 мовців мульгі і 4109 мовців тарту; інші 1002 респонденти-носії південноестонської не визначили, яким саме її діалектом володіють.
Південноестонську мову у своїх творах використовували такі письменники, як Матс Траат та Микола Батурін. Також група Neiokõsõ на Пісенному конкурсі Євробачення 2004 року у Стамбулі представляла Естонію із піснею південноестонською мовою.

## Характерні риси
Відмінності між південноестонською та північноестонською мовами є сильнішими, ніж будь-які інші відмінності між діалектами естонської мови, та чітко прослідковуються на усіх мовних рівнях.
- Фонологічні відмінності включають у себе:[13]

| Характерна риса                                                            | Південноестонська мова                                                      | Північноестонська мова                                                     |
| -------------------------------------------------------------------------- | --------------------------------------------------------------------------- | -------------------------------------------------------------------------- |
| Гармонія голосних                                                          | наявна напр. külä — село                                                    | відсутня напр. küla — село                                                 |
| õ у ненаголошених складах                                                  | наявна у деяких діалектах                                                   | відсутня                                                                   |
| Дифтонгізація довгих голосних                                              | ää, õõ зберігаються напр. pää — голова                                      | дифтонгізуються > ea, õe напр. pea — голова                                |
| Підвищення довгих голосних середнього ряду                                 | *ee, *öö, *oo підвищуються > i̬i̬, ü̬ü̬, u̬u̬                                     | ee, öö, oo зберігаються (дифтонгізуються у діалектах: ie, üö, uo)          |
| Делабіалізація дифтонгів із ü                                              | відсутня: äü зберігається, eü > öü напр. täüs — повний                      | наявна: *äü > äi, *eü > ei напр. täis — повний                             |
| Синкопа *i, *u                                                             | наявна напр. istma — сидіти                                                 | відсутня напр. istuma — сидіти                                             |
| Сполучення ts на початку слова                                             | наявне у деяких діалектах                                                   | відсутнє                                                                   |
| Асиміляції збігів приголосних                                              | *ks > ss, *tk > kk напр. uss — двері, sõkma — місити                        | ks, tk зберігаються напр. uks — двері, sõtkuma — місити                    |
| Асиміляції збігів приголосних                                              | *pc, *kc > *cc > ts напр. ütsʼ — один, latsʼ — дитина                       | *pc, *kc > ps, ks напр. üks — один, laps — дитина                          |
| Асиміляції збігів приголосних                                              | *kn > nn, *kt > tt напр. nännü(q) — бачив, vatt — піна                      | *kn > in, *kt > ht напр. näinud — бачив, vaht — піна                       |
| Вокалізація *k наприкінці складу                                           | відсутня або повна вокалізація напр. nagõl — цвях, naar — сміх, vagi — клин | *kl > *jl, *kr > *jr, *kj > *jj напр. nael — цвях, naer — сміх, vai — клин |
| Використання дзвінкого приголосного + *h                                   | *nh > hn, *lh > hl, *rh > hr напр. vahn — старий, kahr — ведмідь            | *nh > n, *lh > l, *rh > r напр. vana — старий, karu — ведмідь              |
| Подвоєння поодиноких приголосних перед закінченням прикметника *-eda/*-edä | наявне напр. kipe — біль, рана                                              | відсутнє напр. kibe — біль, рана                                           |

- Морфологічні відмінності:[14]

| Категорія                            | Південноестонська мова                                | Північноестонська мова                             |
| ------------------------------------ | ----------------------------------------------------- | -------------------------------------------------- |
| Називний відмінок множини            | -q /ʔ/                                                | -d                                                 |
| Маркер множини                       | найчастіше -i-                                        | найчастіше -de-                                    |
| Партитив однини                      | -t                                                    | -d                                                 |
| Інесив                               | -h, -n, -hn                                           | -s                                                 |
| Ілатив                               | -de, -he                                              | -sse                                               |
| Порівняльні ступені                  | -mb, -mp, -p                                          | -m                                                 |
| da-інфінітив                         | опускається у трискладових формах напр. istu — сидіти | наявна у трискладових формах напр. istuda — сидіти |
| Минулий недоконаний час (імперфект)  | найчастіше -i-                                        | найчастіше -si-                                    |
| Активний дієприкметник минулого часу | -nuq, -nu, -n                                         | -nud, -nd                                          |
| Пасивний дієприкметник минулого часу | -tu, -du, -t, -d                                      | -tud, -dud                                         |
| 3-тя особа однини                    | без закінчень (або -s)                                | -b                                                 |
| Заперечна форма імперфекту           | es + заперечна форма                                  | ei + дієприкметник минулого часу                   |

## Приклади
Молитва «Отче наш»:
- мовою тарту (старою південноестонською літературною мовою):

Meie Esä taiwan: pühendetüs saagu sino nimi. Sino riik tulgu. Sino tahtmine sündigu kui taiwan, niida ka maa pääl. Meie päiwälikku leibä anna meile täämbä. Nink anna meile andis meie süü, niida kui ka meie andis anname omile süidläisile. Nink ärä saada meid mitte kiusatuse sisse; enge pästä meid ärä kurjast: Sest sino perält om riik, nink wägi, nink awwustus igäwätses ajas. Aamen.
- мовою виро (сучасною південноестонською літературною мовою):

Mi Esä taivan: pühendedüs saaguq sino nimi. Sino riik tulguq. Sino tahtminõ sündkuq, ku taivan, nii ka maa pääl. Mi päävälikku leibä annaq meile täämbä. Nink annaq meile andis mi süüq, nii ku ka mi andis anna umilõ süüdläisile. Ni saatku-i meid joht kiusatusõ sisse, a pästäq meid ärq kur’ast, selle et sino perält om riik ja vägi ni avvustus igävädses aos. Aamõn.
- стандартною естонською мовою:

Meie isa, kes Sa oled taevas: pühitsetud olgu Sinu nimi. Sinu riik tulgu. Sinu tahtmine sündigu, nagu taevas nõnda ka maa peal. Meie igapäevast leiba anna meile tänapäev. Ja anna meile andeks meie võlad nagu meiegi andeks anname oma võlglastele. Ja ära saada meid kiusatusse, vaid päästa meid ära kurjast. Sest Sinu päralt on riik ja vägi ja au igavesti. Aamen.